# میل جنسی به کودکان

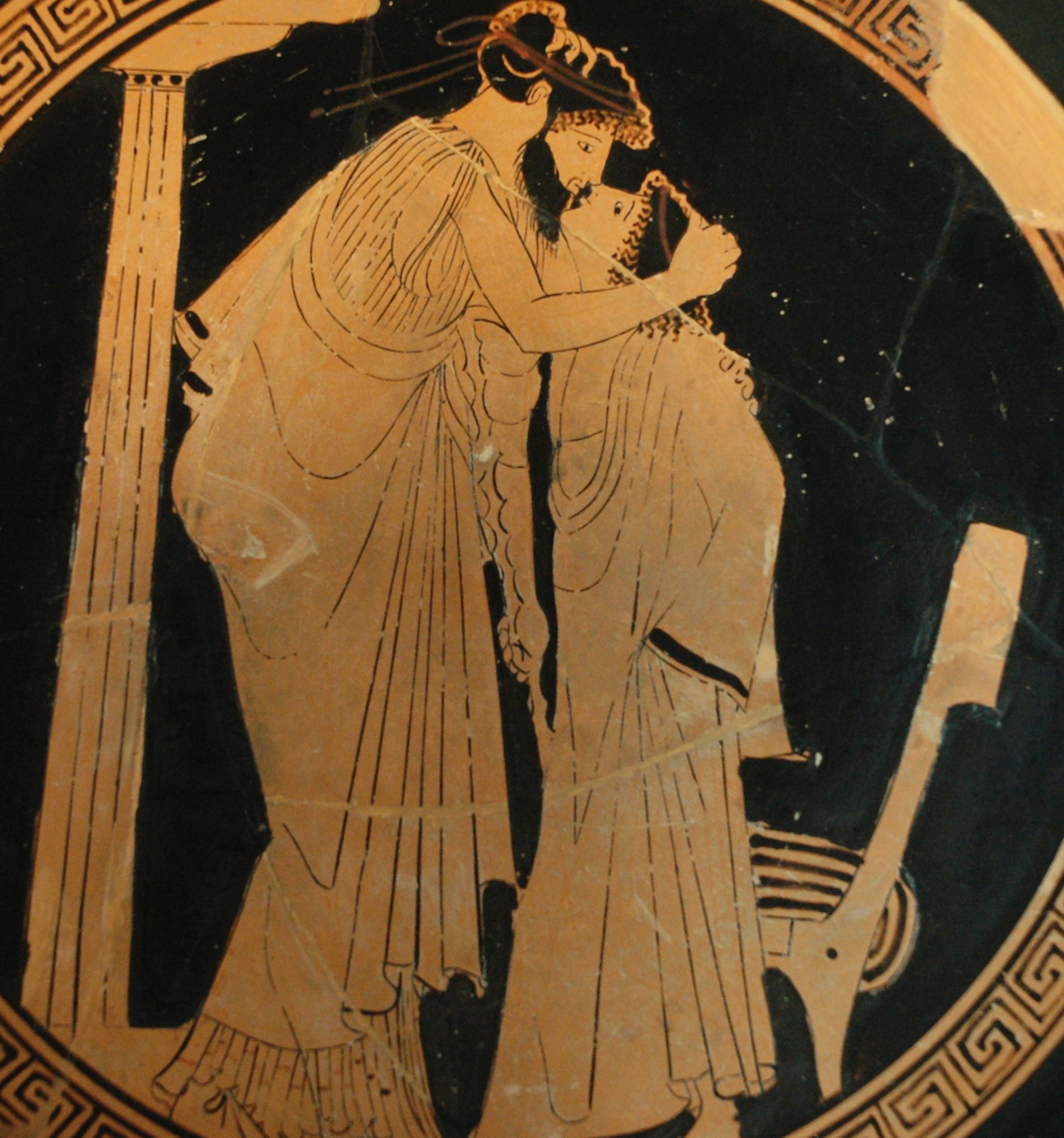
مردی در حال بوسیدن بچه. یونان باستان. موزهٔ لوور.

میل جنسی به کودکان، بچه‌بازی، پِدوفیلی (به فرانسوی: pédophilie) یا کودک‌کامی یک ناهنجاری روانی است و عبارت است از تمایل جنسی عودکننده یا تحریک جنسی نسبت به کودکان زیر ۱۳ سال. هرچند تعریف شروع از بلوغ ممکن است متفاوت باشد. در مورد بچه‌دوستی نوجوانان، کودک باید حداقل پنج سال کوچک‌تر از نوجوان بچه‌دوست باشد.
بیماران بچه‌دوست حداقل ۱۶ سال سن دارند و دستِ‌کم ۵ سال از قربانیان بزرگ‌ترند. اگر فرد مرتکب، در اواخر نوجوانی رابطهٔ جنسی مستمری با یک کودک ۱۲ یا ۱۳ ساله داشته باشد، این تشخیص مطرح نمی‌شود. اکثر موارد سوءاستفاده جنسی از کودکان، به دست‌مالی آلت تناسلی یا آمیزش جنسی دهانی مربوط می‌شود.
پژوهش‌ها نشان می‌دهد که مبتلایان به بچه‌دوستی در اکثر مواقع مرد بوده‌اند و غالباً به هر دو جنس دختر و پسر جذب می‌شوند. آمارها بیانگر آن است که دو سوم قربانیان آن‌ها دختران بین ۸ تا ۱۱ سال هستند اما از هر چهار نفر بچه‌دوست، یکی از آن‌ها کودک پسر را ترجیح می‌دهد اما این گفته به این معنا نیست که خانم‌ها از این قاعده مستثنی هستند. تفاوت آنجا است که خانم‌های مبتلا به اختلال پدوفیلی در روابطی که ایجاد می‌کنند، بیشتر دنبال نزدیکی هیجانی و پیدا کردن حس و لذت جنسی هستند اما در بیماران مرد علاوه بر لذت جنسی، مسائل دیگری چون احساس قدرت، سلطه‌جویی، آزار، پرخاشگری و … نیز وجود دارد.
۹۵ درصد افراد بچه‌دوست دگرجنسگرا هستند و نیمی از آن‌ها، به هنگام ارتکاب جرم الکل زیادی مصرف کرده‌اند. تعداد چشمگیری از افراد بچه‌دوست به‌طور هم‌زمان یا قبلاً به عورت‌نمایی، تماشاگری یا تجاوز به عنف دست زده‌اند. زنا با محارم با بچه‌دوستی ارتباط نزدیکی دارد؛ چرا که در آن اغلب بچه‌ای نابالغ به‌عنوان شیء محبوب انتخاب می‌شود؛ جنبهٔ آشکار یا پنهانی از زورگویی وجود دارد و به‌ندرت در آن رابطهٔ جنسی بالغ-کودک ارجحیت می‌یابد.
در آسیا برآورد می‌شود که حدود یک میلیون بچه دچار تبعات سوءاستفاده به‌عنوان کارگران جنسی هستند. وجود بچه‌هایی که از آن‌ها به‌عنوان کارگر جنسی سوءاستفاده می‌شود، ابتدا در تایلند و فیلیپین مشخص شد.
دربارهٔ انحراف جنسی کودک‌آزاری الگوهای رفتاری در جوامع مختلف متفاوت است. مثلاً، کاپلن (Koplan) و سدک (Sadock) ۹۶٪ از بچه‌دوست‌ها را دگرجنسگرا می‌دانند که در هنگام چنین رابطه‌ای مصرف الکل زیادی داشته‌اند. همچنین اکثر موارد رابطهٔ جنسی مهبلی یا مقعدی با کودکان را در موارد زنا با محارم ذکر کرده‌اند و در دیگر موارد شایع نمی‌دانند. در اجتماعات عوام‌گونه و سنتی اکثر موارد انحراف کودک‌آزاری به‌خصوص از طرف منحرفان مرد به‌صورت رابطهٔ جنسی مقعدی مرسوم است.
طبقه‌بندی بین‌المللی آماری بیماری‌ها (ICD) میل آمیزش جنسی با کودکان را به‌صورت «ناهنجاری شخصیتی یا رفتاری در بزرگسالان» تعریف می‌کند که در آن از نظر جنسی، ترجیح بیمار به کودکان نابالغ یا اوایل سن بلوغ است.
طبق نظر طبقه‌بندی رفتارهای ناهنجار (DSM) بچه‌دوستی یک انحراف جنسی است که در آن، شخص هوس‌ها و خیال‌پردازی‌های جنسی شدید و مکرر نسبت به کودکان نابالغ دارد. ممکن است بیمار بر اثر این احساسات دست به عمل زده باشد یا اینکه این کشش‌ها برای او موجب پریشانی یا مشقت در ارتباط با دیگران شده باشند.

## تفاوت با شاهدبازی

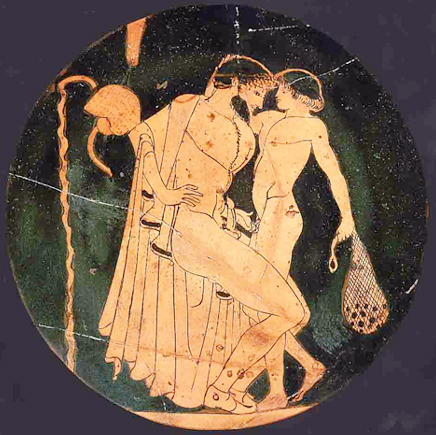
صحنه شهوت‌انگیز در پالاسترا: مرد و جوانی در شرف عشق‌بازی. جوان کیسه‌ای آجیل در دست دارد، احتمالاً هدیه‌ای برای ابراز محبت از معشوقش. روی دیوار، یک اسفنج و استریگیل (تراش). تاریخ: ۴۸۵ تا ۴۸۰ پیش از میلاد، تندو از یک فنجان قرمز رنگ آتیکی اثر بریگوس-نقاش، موزه اشمولین (۱۹۶۷.۳۰۴)…………سفالگری دهه ۴۸۰ پیش از میلاد در بریتانیا، استاد اشمولین، جام موزه اشمولین AN 1996.304، نقاش بریگوس، فعالیت‌های شهوانی مربوط به کودکان، رابطه جنسی همجنسگرایان در هنر، هبفیلیا، فضای داخلی کایلیکس (تندو مرکزی)، پسران برهنه در هنر یونان باستان، نقاشی‌های زوج‌های مرد برهنه، پالائسترا، استریگیلز در هنر.

بچه‌دوستی، دربرگیرندهٔ هر دو جنسیت (دختر و پسر) است. در حالی که در شاهدبازی (به‌خصوص نوعی که در فرهنگ و ادبیات کلاسیک ایران مد نظر بوده است)، شخص میل به نوجوانِ پسر داشت و اغلب این رابطه به صورت پیر و شاگرد بود.

## میل جنسی به کودکان در اسلام
در فقه شیعه نیز طبق فتوای برخی فُقها، تفخیذ جایگزینی برای دُخول با همسر نابالغ دانسته می‌شود؛ از جمله فتوای سید روح‌الله خمینی در تحریرالوسیله‌اش در این زمینه چنین است: 
کسی که زوجه‌ای کمتر از نُه سال دارد، دخول او برای وی جایز نیست … اما دیگر کام‌گیری‌ها از قبیل لمس به شهوت و آغوش گرفتن و تفخیذ اشکال ندارد؛ هر چند شیرخواره باشد.
هرچند ایشان در توضیح المسائل خود فتوا داده‌ است که:«برای انجام رضایت به ازدواج، باید دو طرف عقد (مرد و زن) بالغ و رشید باشند، بنابراین اگر دختر دارای رشد نیست نمی توان او را به عقد دیگری درآورد...همچنین اگر دختری بالغ باشد ولی رشید نباشد یعنی صاحب درک و فهم نشده باشد و نتواند خوب و بد و سود و زیان خود را تشخیص دهد، عقد وی نیز صحیح نیست.»

## پیامدهای ناگوار کودک آزاری برای فرد و جامعه
کودک‌آزاری جنسی تأثیری ویران‌گر بر فرد، قربانی و جامعه دارد. فردی که به این اختلال دچار است معمولاً با احساس گناه، شرم و انزوای شدید مواجه می‌شود و در صورت ارتکاب، با عواقب قانونی سنگین و فروپاشی روابط اجتماعی روبرو خواهد شد. در سوی دیگر، کودکان قربانی، آسیب‌های روانی عمیقی مانند اضطراب، افسردگی و بی‌اعتمادی را تجربه می‌کنند که ممکن است تا بزرگسالی همراهشان باشد.
این پدیده در سطح اجتماعی نیز آثار منفی گسترده‌ای دارد؛ از تضعیف امنیت روانی خانواده‌ها گرفته تا افزایش بار سیستم قضایی و درمانی. کودک‌آزاری جنسی فقط یک مسئله شخصی یا خانوادگی نیست، بلکه یک بحران جمعی‌ است که مقابله با آن نیازمند آموزش، پیشگیری و مداخله تخصصی در سطح گسترده است.

## نقش خانواده و جامعه در پیشگیری از کودک آزاری
کودک‌آزاری یک معضل پیچیده و چندبعدی است که مقابله با آن نیازمند همکاری جدی خانواده‌ها، نهادهای آموزشی و اجتماعی است. آموزش صحیح به کودکان، مهم‌ترین گام در پیشگیری است. باید به آن‌ها آموخت که بخش‌های خصوصی بدن خود را بشناسند، در برابر موقعیت‌های ناراحت‌کننده "نه" بگویند و بدانند در صورت مواجهه با هرگونه سوءرفتار، باید با فردی قابل‌اعتماد صحبت کنند. این آموزش‌ها باید به زبان ساده و متناسب با سن کودک ارائه شود.
از سوی دیگر، ایجاد فضای امن برای بیان مشکلات اهمیت زیادی دارد. کودکان باید مطمئن باشند که حرف‌شان شنیده می‌شود، گزارش دادن کار درستی است و آن‌ها در هیچ شرایطی مقصر نیستند. برای کودکانی که آسیب دیده‌اند، حمایت روانی تخصصی، همراهی در مسیر درمان و بازسازی احساس امنیت امری ضروری است.